# 和歌山県道167号大崎加茂郷停車場線
和歌山県道167号大崎加茂郷停車場線（わかやまけんどう167ごう おおさきかもごうていしゃじょうせん）は、和歌山県海南市を通る一般県道である。

## 概要
海南市下津町大崎から海南市下津町黒田に至る。

### 路線データ
- 起点：和歌山県海南市下津町大崎（大崎港前）
- 終点：和歌山県海南市下津町黒田（JR西日本紀勢本線 加茂郷駅前、和歌山県道166号興加茂郷停車場線終点）
- 実延長：5.022 km

## 路線状況

### 重複区間
- 和歌山県道166号興加茂郷停車場線（海南市下津町黒田）

### 道路施設

#### 橋梁
- 旭橋（海南市）
- 大崎橋（加茂川、海南市）

## 地理

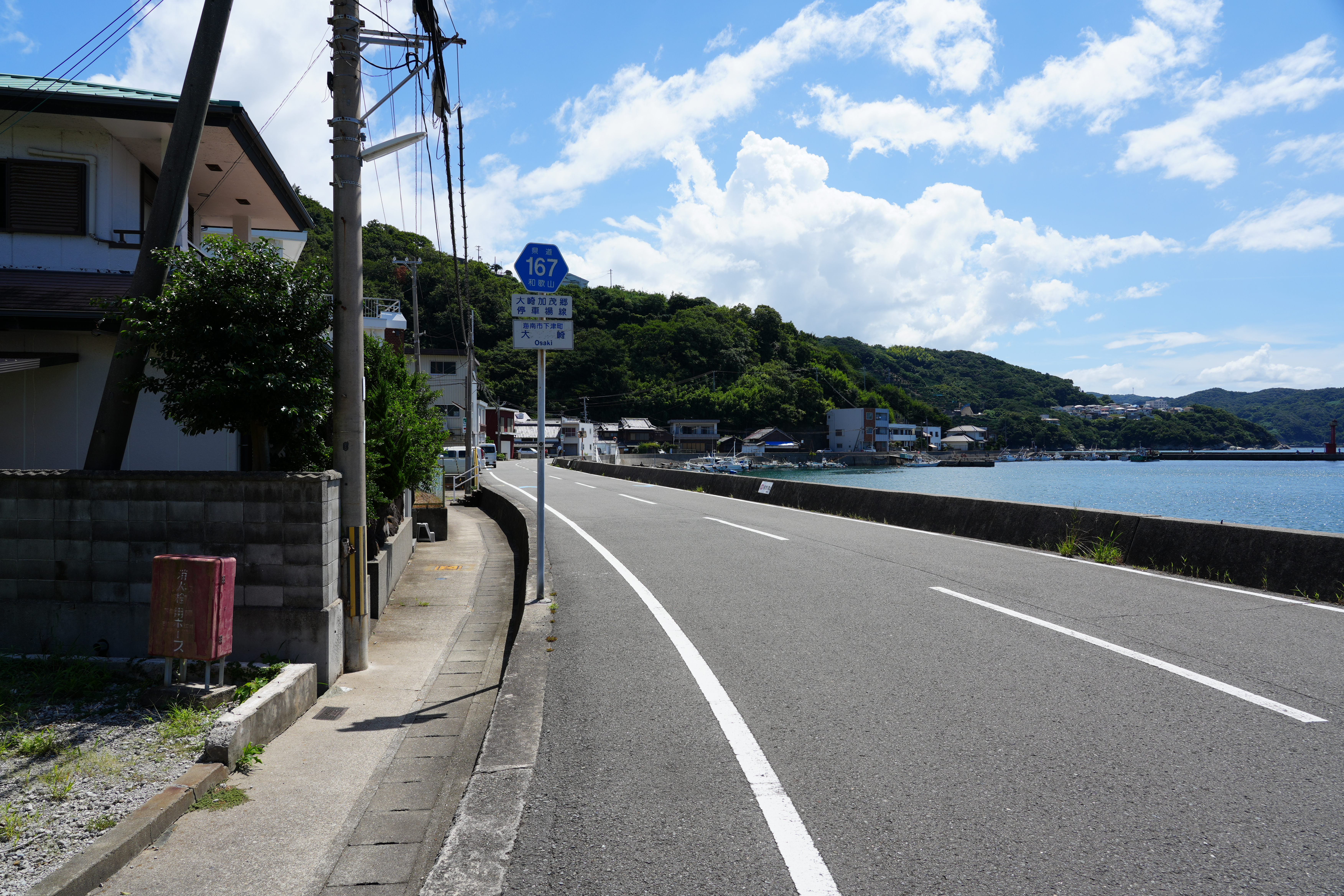
起点付近（海南市下津町大崎）

### 通過する自治体
- 和歌山県
  - 海南市

### 交差する道路
| 交差する道路                                 | 交差する場所 | 交差する場所 |
| -------------------------------------------- | ------------ | ------------ |
| 和歌山県道166号興加茂郷停車場線 重複区間起点 | 下津町黒田   |              |
| 和歌山県道166号興加茂郷停車場線 重複区間終点 | 下津町黒田   | 終点         |

### 沿線
- 大崎港
- 大崎郵便局
- 海南市立大東小学校
- 加茂郷郵便局
- JR西日本紀勢本線 加茂郷駅